# Blume Lempel
Blume Lempel (in angelsächsischen Veröffentlichungen auch Blanche Lempel; geboren als Blume Pfeffer am 13. Mai 1907 in Chorostków, Österreich-Ungarn; gestorben am 20. Oktober 1999 in Long Beach) war eine polnisch-US-amerikanische Schriftstellerin, die ausschließlich in jiddischer Sprache schrieb und für ihre Werke mehrfach ausgezeichnet wurde.

## Leben
Blume Pfeffer war die Tochter des Schächters Abraham Pfeffer und der Pesha Pfeffer, sie hatte einen Bruder, die Familiensprache war Jiddisch, in Chorostków lebten zu dieser Zeit zu gleichen Teilen Ukrainer, Polen und Juden. Nach dem Willen des Vaters erhielt sie nur eine einfache Schulbildung. Als Zionistin war sie 1929 auf dem Weg nach Palästina, blieb aber bei ihrem Bruder in Paris hängen, wohin dieser als politisch Verfolgter aus Polen geflohen war. Sie kam zunächst bei ihm und dessen Frau und Kindern in deren Einzimmerwohnung unter. Ihre ersten Schreibversuche in Jiddisch gingen in Frankreich verloren. Sie arbeitete ohne Arbeitserlaubnis, besserte ihre Schulbildung in Abendkursen auf und heiratete dann Leon Lempel, der in einer Fabrik als Kürschner arbeitete. Sie bekamen in Paris zwei Kinder, das dritte wurde 1945 in New York geboren, sie adoptierten 1946 dann noch Leons Neffen Michael Klahr, einen 1937 geborenen Holocaustwaisen. Ihnen gelang 1939 die Ausreise in die USA. Der Bruder hingegen wurde als Résistance-Kämpfer von den Deutschen erschossen, der Vater und dessen zweite Familie wurden Opfer des Holocaust. 
Lempel besuchte in New York City Sprachkurse an der New School, ab 1950 wohnten sie in Long Beach. Lempel war Autodidaktin, sie las viel, Jizchok Leib Perez war für sie ein Vorbild. Die Veröffentlichung der Kurzgeschichte Mutter und Tochter erfolgte 1943 noch unter einem Pseudonym in der jiddischen Zeitung Der Tog, 1947 erschien ihr Roman Zwischen zwei Welten als Zeitungsroman in der kommunistischen, jiddischen Tageszeitung Morgen Freiheit. Als sie in den 1950er Jahren den vollen Umfang der Ermordung ihrer Familienangehörigen realisierte, führte dies zu einer Schreibblockade, die bis in die späten 1960er Jahre anhielt. Eine Förderung als Schriftstellerin fand sie in späteren Jahren im Briefaustausch mit Abraham Sutzkever sowie in Binem Heller, der 1981 in Israel ihren Kurzgeschichtenband A rege fun emes (Ein Augenblick der Wahrheit) lektorierte. Ihre schüchternen Bemühungen, ihre Werke in englischer Übersetzung einem größeren Lesepublikum nahezubringen, waren wenig erfolgreich, und so blieb ihr literarisches Werk der schwindenden Zahl von Jiddischlesern vorbehalten.

## Werke
- Blanche Lempel: Storm Over Paris. Roman. Übersetzung aus dem Jiddischen. New York : Philosophical Library, 1954
- A rege fun emes. Tel Aviv: Y. L. Perets, 1981 (yi)
- Balade Fun A Holem (Ballade eines Traumes). Tel Aviv: Farlag Yisroel-bukh, 1986 (yi)
- Oedipus in Brooklyn and Other Stories. Übersetzung aus dem Jiddischen ins Englische Ellen Cassedy, Yermiyahu Ahron Taub. Takoma Park, MD: Dryad Press, 2016